# Hartley Wintney F.C.
Hartley Wintney FC là một câu lạc bộ bóng đá bán chuyên nghiệp có trụ sở tại Hartley Wintney, Hampshire, Anh. Đội bóng hiện thi đấu tại Isthmian League South Central Division và có sân nhà ở Memorial Playing Fields. 

## Danh hiệu
- Combined Counties League
  - Nhà vô địch Premier Division các mùa giải 1982–83, 2015–16, 2016–17
  - Nhà vô địch Challenge Trophy các mùa giải 1987–88, 1989–90

## Thống kê
- Thành tích tốt nhất tại FA Cup: Vòng loại thứ tư các mùa giải 2013–14, 2020–21[2]
- Thành tích tốt nhất tại FA Vase: Vòng năm mùa giải 2015–16[2]
- Kỷ lục khán giả đến sân: 1,392 người trong trận đấu với AFC Wimbledon, Combined Counties League Premier Division, 25 tháng 1 năm 2003